# 崔东伯
崔东伯（1898年—1987年），字文壁（一作文璧），男，江苏宜兴人，中华人民共和国教育工作者、政治人物，曾任浙江省政协副主席，第三届全国人大代表。